# Viking Palm
Viking Palm (Broby, Suecia, 13 de octubre de 1923-19 de enero de 2009) fue un deportista sueco especialista en lucha libre olímpica donde llegó a ser campeón olímpico en Helsinki 1952.

## Carrera deportiva
En los Juegos Olímpicos de 1952 celebrados en Helsinki ganó la medalla de plata en lucha libre olímpica estilo peso ligero-pesado, por delante del estadounidense Henry Wittenberg (plata) y el turco Adil Atan (bronce).